# Камена (Бугарска)
Кавена је насељено место у општини Петрич у области Благоевград, Бугарска. Према попису из 2021. године било је 224 становника.
Према бугарском географу и историчару, Василу Канчову, у Камени је 1900. године живело 180 Турака и 150 Словена хришћана.
На попису из 2011 у Камени је било 288 становника.
| Национални састав према попису из 2011.‍ | Национални састав према попису из 2011.‍ | Национални састав према попису из 2011.‍ | Национални састав према попису из 2011.‍ | Национални састав према попису из 2011.‍ |
| --------------------------------------- | --------------------------------------- | --------------------------------------- | --------------------------------------- | --------------------------------------- |
|                                         |                                         |                                         |                                         |                                         |
| Бугари                                  | Бугари                                  |                                         | 190                                     | 66%                                     |
| Турци                                   | Турци                                   |                                         | 11                                      | 3,8%                                    |
| непознато                               | непознато                               |                                         | 80                                      | 27,8%                                   |